# Хан Хёджу
Хан Хёджу (кор. 한효주) — южнокорейская актриса кино и телевидения. Наиболее известна своими ведущими ролями в телесериалах: «Счастье», «Весенний вальс», «Блестящее наследие», «Тон И» и W; а также фильмах «Холодные глаза» (за который она получила звание Лучшей актрисы на 34-й кинопремии «Синий дракон»), «Красота внутри» и «Девушка двадцатого века».

## Биография

### Ранние годы
Родилась в Чхонджу, провинция Чхунчхон-Пукто, в семье учительницы начальных классов и офицера ВВС. В детстве занималась лёгкой атлетикой. На втором курсе средней школы, переехала в Сеул и поступила в среднюю школу, а затем на факультет театра и кино в Университет Донгук.

### 2003–2006
Была замечена на подростковом конкурсе красоты, организованном корпорацией Binggrae в 2003 году. Она начала свою актерскую карьеру в ситкоме «Без остановки 5» и комедии «Мой босс, мой учитель», а также сыграла главную роль в последнем эпизоде сериала «Весенний вальс», режиссера Юн Сокхо.
В 2006 году, по приглашению режиссера Ли Юнги, сыграла главную роль фильме «Ночь импровизации», за эту роль она получила награду за лучшую новую женскую роль на церемонии вручения наград Корейской ассоциации кинокритиков и Сингапурском международном кинофестивале.

### 2007–2010
В 2007 и 2008 годах, снялся в двух коммерчески успешных телепроектах — драме KBS «Небеса и земля» с Пак Хэджином, и сериал SBS «Iljimae» с Ли Джунги. В эти годы Хан Хё Джу снялась ещё в некоторых телепроектах — «Беглецы» (2007), «Мой дорогой враг», «Поездка в Америку», «Дальняя поездка» (все 2008), «Особенный Сеул», «Небесный почтальон», «Великолепное наследие» (все 2009), «Дон И» (2010)